# Spin-off
Spin-off (tạm dịch: tác phẩm phái sinh, tùy trường hợp có thể hiểu thành ngoại truyện hay chương trình dẫn xuất) là các phương tiện truyền thông, chương trình phát thanh, chương trình truyền hình, trò chơi điện tử hoặc bất kỳ tác phẩm tường thuật nào có nguồn gốc từ một hoặc nhiều tác phẩm đã có. Nó thường nêu chi tiết hơn về các khía cạnh khác của tác phẩm gốc  (ví dụ như một chủ đề, nhân vật hoặc sự kiện cụ thể). Spin-off có thể được gọi là sidequel khi nó tồn tại trong cùng một khung thời gian của thời gian như tác phẩm tiền nhiệm. Một trong những spin-off đầu tiên của kỷ nguyên truyền thông hiện đại bắt đầu xuất hiện vào năm 1941 khi đang hỗ trợ nhân vật Throckmorton P. Guildersleeve từ một buổi chiếu bộ phim hài Fibber McGee and Molly được phát trên máy radio đời xưa đã trở thành ngôi sao trong chương trình của riêng ông là The Great Guildersleeve (1941–1957).
Với thể loại viễn tưởng, thuật ngữ này song song với việc sử dụng trong truyền hình, nó thường có nghĩa để chỉ một sự thay đổi đáng kể trong quan điểm tường thuật và hoạt động từ cốt truyện này (trước đó) dựa trên các hoạt động của nhân vật chính trong sê-ri và do đó là một sự thay đổi hành động này và chủ đề câu chuyện tổng thể của một số nhân vật chính khác, mà giờ đây trở thành chủ đề chính hoặc trung tâm (cốt truyện) của sê-ri phụ mới. Nhân vật chính mới thường xuất hiện đầu tiên như một nhân vật phụ hoặc nhân vật hỗ trợ trong tuyến cốt truyện chính trong một môi trường nhất định, và nó rất phổ biến cho nhân vật chính trước đây đóng một vai trò hỗ trợ hoặc với vai trò khách mời, ít nhất cũng đề cập đến lịch sử trong các bản sê-ri phụ mới. Đôi khi, các spin-off thường tự tạo spin-off của riêng mình và để lại một buổi diễn mới chỉ kết nối mơ hồ với sê-ri gốc.          